# Heiner Jüttner

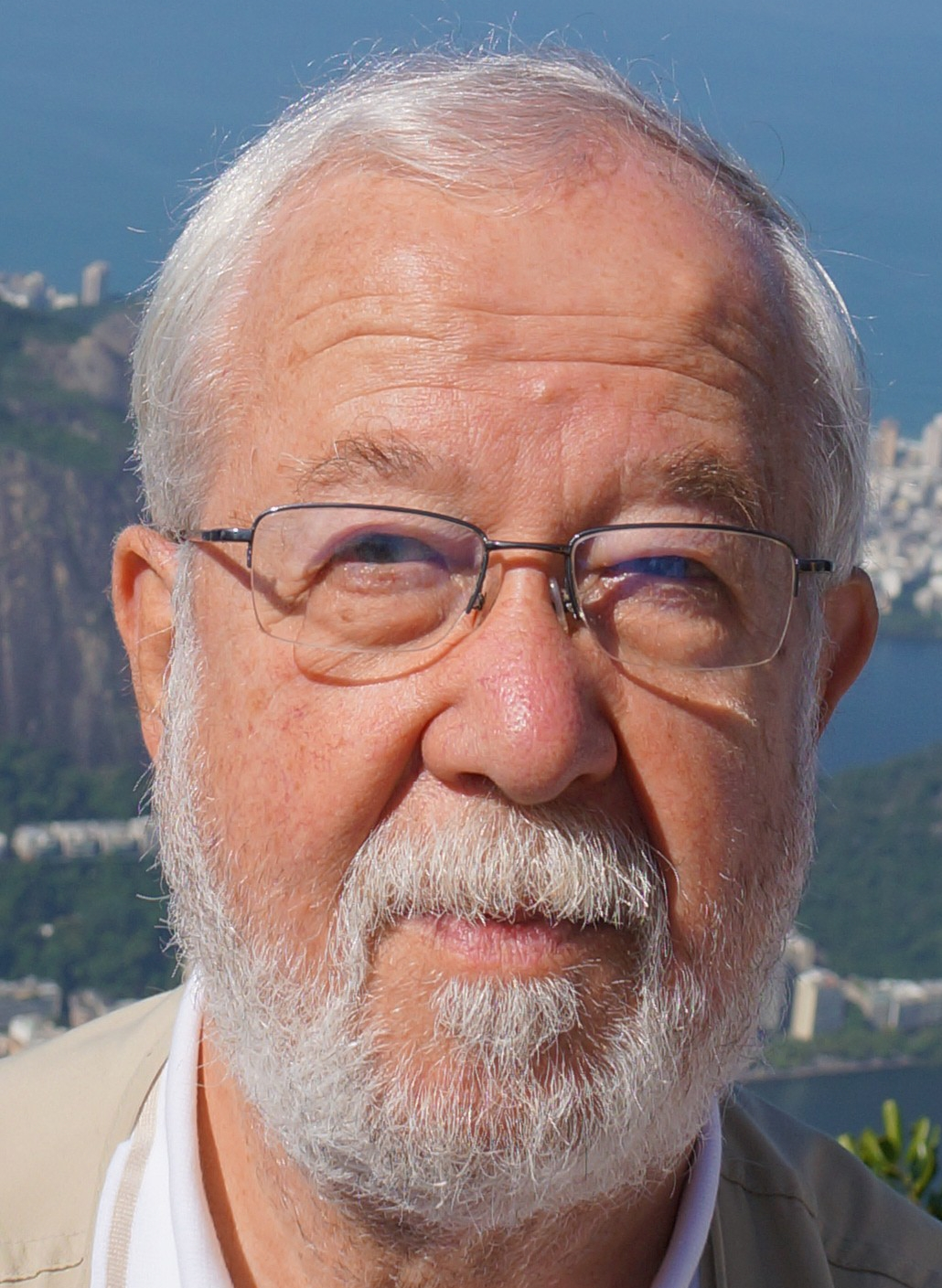
Heiner Jüttner (2014)

Heiner Jüttner (* 12. Februar 1941 in Dortmund) ist ein deutscher Wirtschaftswissenschaftler und linksliberaler Politiker.

## Leben
Jüttner besuchte das Stadtgymnasium Dortmund und studierte ab 1960 an der Universität zu Köln Betriebswirtschaft. 1965 bestand er das Diplomexamen. Er ist verheiratet und hat zwei Kinder und drei Enkelkinder.

### Aachen
Von 1966 bis 1987 war Jüttner wissenschaftlicher Mitarbeiter am Lehrstuhl und Forschungsinstitut für Entwicklungszusammenarbeit der RWTH Aachen. Seine Publikationen befassten sich mit Volkswirtschaft und Entwicklungspolitik. Zum Handbuch für internationale Zusammenarbeit und zum Lexikon des Völkerrechts schrieb er Beiträge und viele Zeitschriftenartikel. Vor allem für das Bundesministerium für wirtschaftliche Zusammenarbeit und Entwicklung verantwortete er Forschungsprojekte im Inland und im Ausland. Er war Mitverfasser einer Studie über deutsches Personal in internationalen Organisationen. Sie führte zur Einrichtung entsprechender Vorbereitungskurse bei der Bundesakademie für öffentliche Verwaltung. 1975 wurde Jüttner zum Dr. rer. pol. promoviert (sehr gut). Mit dem Schwerpunkt Steuer- und Finanzpolitik war er 1977/78 parlamentarischer Assistent der FDP-Bundestagsabgeordneten Ingrid Matthäus. Anschließend absolvierte er in Köln ein zweijähriges postgraduales Studium in Rechtswissenschaft. Von September 1991 bis 2004 hielt er an der RWTH einen Lehrauftrag über „Internationale wirtschaftliche Zusammenschlüsse und Entwicklungsstrategien“.
Für die Bundestagsfraktion der Grünen war Jüttner von 1988 bis 1990 Referent im Arbeitskreis Wirtschaft, Finanzen, Haushalt. Er verfasste das Grüne Gesamtkonzept Umweltabgaben. Als Beigeordneter der Stadt Aachen (1991–1999) war er zuständig für die Bereiche Umwelt, Wohnungswesen und Liegenschaften. Zusätzlich leitete er zwei Jahre kommissarisch das Bau- und Planungsdezernat. Er saß zudem im Leitungsgremium zur Schaffung des grenzüberschreitenden Gewerbegebietes von Aachen und Heerlen. Jüttner verwirklichte das Aachener Modell der kostengerechten Vergütung für Strom aus Wind- und Solaranlagen, das dem Gesetz für den Ausbau erneuerbarer Energien voranging. Zweimal stellte er dieses Projekt in Japan auf Einladung dortiger Institutionen vor (Universität der Vereinten Nationen). In Roetgen war Jüttner 1999–2007 kaufmännischer Geschäftsführer der Wassergewinnungs- und -aufbereitungsgesellschaft Nordeifel, die die Stadt Aachen und den Kreis Aachen mit Trinkwasser beliefert. Er besorgte die Finanzierung der größten Membranfiltrationsanlage in Europa und die Erweiterung des Versorgungsgebietes auf die angrenzende Region der Niederlande.

### Ehrenämter
Jüttner war ab 1968 Mitglied der Gewerkschaft Erziehung und Wissenschaft. Seit 1981 ist er bei der Vereinten Dienstleistungsgewerkschaft. Er war Schöffe am Landgericht Aachen und Mitglied der Kammer für Kriegsdienstverweigerer. Er engagierte sich in der Selbstverwaltung der TH Aachen und saß lange im Vorstand des Aachener Friedenspreises. 1976 gehörte er zu den Gründern eines gemeinnützigen Trägervereins der Jugendhilfe, der alljährlich vierzehntägige Jugendfreizeiten für 60 bis 80 Mädchen und Jungen veranstaltet. Über einen Zeitraum von 40 Jahren war er Vorsitzender oder Geschäftsführer.
Als Mitwirkender im politischen Kabarett „Sicherheitsrisiko“ (1976–1986) verfasste Jüttner die weitaus meisten Texte. Er trat regelmäßig in der Aachener Kleinkunstszene auf und ging mit dem sechsköpfigen Kabarett auf bundesweite Tourneen. Eingeladen war er zum Evangelischen Kirchentag (1983) und zu zwei Radiosendungen beim Westdeutschen Rundfunk Köln. In Dortmund fungierte er als Basketballschiedsrichter.

### Politik
Als 1972 das Misstrauensvotum gegen Willy Brandt gescheitert war, trat Jüttner der Freien Demokratischen Partei Aachens bei. Er kandidierte für sie bei der Bundestagswahl 1980 und kam auf 6,41 % der Erststimmen. Im November 1980 wurde er zum Kreisvorsitzenden der Aachener FDP gewählt. Er vertrat die Aachener FDP auf dem FDP-Bundesparteitag 1980 und initiierte den Beschluss der Bundespartei zum kommunalen Wahlrecht für EU-Bürger. 
In der (westdeutschen) Wendezeit (1982) verließ er die FDP. Bei den Deutschen Jungdemokraten war er mehrfach Kreis- und Bezirksvorsitzender. Im Herbst 1982 gehörte er zu den Mitgründern der Liberalen Demokraten. Die Partei wollte die Bürgerrechts-, Umwelt- und Friedenspolitik des früheren linksliberalen FDP-Flügels fortsetzen. In Münster wurde Jüttner zum ersten Landesvorsitzenden in Nordrhein-Westfalen gewählt.
Da die Liberalen Demokraten erfolglos blieben, wandte sich Jüttner ab 1983 den Grünen zu. Für sie saß er von 1984 bis 1991 im Rat der Stadt Aachen, zeitweise als Fraktionsvorsitzender. Er kandidierte auch für die Bundestagswahl 1990. 2001 beendete er die Mitgliedschaft bei den Grünen, weil sie entscheidende Grundsätze aufgegeben und einen völkerrechtswidrigen Krieg in Jugoslawien unterstützt hatten.

### Corps
Jüttner wurde 1961 im Corps Lusatia Breslau recipiert. Schon längst im Beruf, war er 1974 Vorortsprecher des Kösener Senioren-Convents-Verbandes. In den 1990er Jahren schrieb er die Hamburg/Köln/Aachener Nachkriegsgeschichte seines Corps, das 1993 mit dem Corps Lusatia Leipzig verschmolz. Er ist Vorsitzender des AHSC zu Aachen.

## Werke

### Bücher
- mit Lothar Gref, Wolfgang Johann und Jochen Tiedtke: Bilaterale oder multilaterale Finanzhilfen. Internationale Kooperation, Bd. 5. Westdeutscher Verlag Köln und Opladen 1970, 155 Seiten.
- mit Heinrich Getz: Personal in internationalen Organisationen. Internationale Kooperation, Bd. 9.  Westdeutscher Verlag Köln und Opladen 1970, 720 S. ISBN 9783789000607
- mit Karl Fredrichs, Klaus Idel und Alfred Wolf: Internationale industrielle Zusammenarbeit – Unternehmenskooperation zwischen Industrie- und Entwicklungsländern. Forschungsberichte des Landes Nordrhein-Westfalen, Nr. 2359. Westdeutscher Verlag Opladen 1973, 120 S.
- Förderung und Schutz deutscher Direktinvestitionen in Entwicklungsländern – unter besonderer Berücksichtigung der Wirksamkeit von Investitionsförderungsverträgen. Nomos-Verlag, Baden-Baden 1975, 415 S. ISBN 978-3-7890-0162-8
- Nord-Süd-Kooperation – internationale Herausforderung an Technik und Wirtschaft : Festschrift zum 25-jährigen Bestehen des Forschungsinstituts für Internationale Technische und Wirtschaftliche Zusammenarbeit. Nomos-Verlagsgesellschaft, Baden-Baden 1982. ISBN 978-3-7890-0837-5
- Die Vier-Wege-Strategie der Beschäftigungspolitik. Aachen 1983, 44 S.
- Bundestagsfraktion Grüne/Bündnis 90 (Hrsg.): Umweltpolitik mit Umweltabgaben. Bonn, Dez. 1990, 230 Seiten; 2. Auflage: Die Grünen (Hrsg.), Bonn, März 1992.
- Die Entdeckung der Unwirklichkeit. BrunoMedia, Köln 2010. ISBN 978-3-9814012-4-0

### Beiträge in Sammelwerken
- Internationaler Beamter, Stichwort in: Lexikon des Rechts – Völkerrecht. Luchterhand-Verlag Neuwied, Mai 1982; überarbeitete Fassungen 1985 und 1991.
- Umweltbelastung durch Industrialisierung in der Dritten Welt. Nord-Süd-Kooperation – Internationale Herausforderung an Technik und Wirtschaft. Nomos-Verlag Baden-Baden 1982, S. 83–93.
- Libanon: Gesellschaft und Wirtschaft. Handbuch für internationale Zusammenarbeit, Loseblattsammlung, 1 Liba 0200, S. 1–9. Nomos-Verlag Baden-Baden, Okt. 1985.
- Zwanzig Jahre „Magisches Viereck“ – Anlass zum beschäftigungspolitischen Kurswechsel, in: Ralf Bartz, Hanno Jochimsen und Hans-Herbert Wilhelmi (Hrsg.): Freisinnig wider die Restauration. Verlag im Hof, Bonn 1988, S. 61–73.
- Mehr Erwerbsarbeitsplätze durch Ökosteuern, in: Dagmar Everding und Harald Kugel (Hrsg.): Demokratie in Deutschland. PapyRossa Verlag, Köln 1999, S. 80–91.